# Abactochromis labrosus
Abactochromis labrosus és una espècie de peix pertanyent a la família dels cíclids i l'única del gènere Abactochromis.

## Etimologia
Abactochromis prové del mot llatí abactus (desterrat, expulsat) i de la paraula grega força emprada en noms de cíclids chromis (una mena de peix, potser una perca). El nom fa referència als seus hàbits solitaris, errants i, aparentment, no territorials i, també, al fet d'haver estat apartat del gènere Melanochromis on s'havia mantingut erròniament durant 75 anys.

## Descripció
Fa 11,5 cm de llargària màxima. 15-17 espines a l'única aleta dorsal i 3 a l'anal. 14-15 radis tous a les aletes pectorals. 7-8 radis segmentats a l'aleta anal. 28-29 vèrtebres (13-14 preanals). Escates ctenoides als flancs i el peduncle caudal. 30-32 escates a la línia lateral, la qual és discontínua. 18-22 fileres d'escates per sobre de la línia lateral i 7-12 per sota. Cap gros. Llavis hipertrofiats i densament coberts de papil·les gustatives. Presenta 7 franges verticals sense taques laterals. De vegades, ha estat confós amb Placidochromis milomo, però aquest darrer té escates toràciques més grans, una major grandària i només 4 franges verticals per sota de l'aleta dorsal (7 en el cas d'A. labrosus).

## Alimentació
Es mou de roca en roca xuclant invertebrats bentònics i d'altres organismes amb els seus grans llavis. El seu nivell tròfic és de 3,22.

## Hàbitat i distribució geogràfica
És un peix d'aigua dolça, demersal (entre 0 i 30 m de fondària) i de clima tropical (23 °C-26 °C; 11°S-14°S), el qual viu a Àfrica: és un endemisme del fons rocallós de tot el llac Malawi (més freqüent a les illes i al llarg de la riba nord-oriental) a Malawi, Moçambic i Tanzània.

## Observacions
És inofensiu per als humans, el seu índex de vulnerabilitat és baix (10 de 100), forma part del comerç internacional de peixos ornamentals i les seues principals amenaces són la pesca de subsistència, la competència d'espècies al·lòctones i la seua captura amb destinació a l'exportació.